# Victoria Libertas Pesaro
El U.S. Victoria Libertas Pallacanestro, conocido por motivos de patrocinio como Prosciutto di Carpegna Pesaro, es un club de baloncesto italiano con sede en la ciudad de Pésaro, en la región de las Marcas. Juega en la Serie A, la máxima división del baloncesto en Italia. El club, fundado en 1947, fue comúnmente conocido como "Scavolini Pesaro" desde 1975 hasta 2014, al estar patrocinado por la empresa "Scavolini", propiedad del presidente de honor del club Valter Scavolini.
El club vivió sus mejores tiempos en los años 1980 y principios de los 90, en los que ganó dos Ligas italianas, dos Copas de Italia, y llegó a disputar tres finales de la Recopa de Europa de Baloncesto, llegando a ganar el título en una ocasión (1983).
Disputa sus encuentros en el Adriatic Arena de Pésaro, con capacidad para 10.323 espectadores.

## Patrocinadores
Por motivo de patrocinio, el club ha tenido diversos nombres a lo largo de su historia:
| - Benelli Pesaro (1952.1958) - Lanco Pesaro (1958-1961) - Algor Pesaro (1961-1963) - Butangas Pesaro (1966-1969) - Frizz Pelmo Pesaro (1969-1970) - Tropicali Pesaro (1970-1971) - Maxmobili Pesaro (1971-1975) | - Scavolini Pesaro (1975-2010) - Scavolini Spar Pesaro (2010) - Scavolini Siviglia Pesaro (2010-2012) - Scavolini Banca Marche Pesaro (2012) - U.S. Victoria Libertas Pallacanestro Pesaro (2012-2014) - Vuelle Basket Pesaro (2014) - Consultinvest Pesaro (2014-2017) | - ninguno (2017-2019) - Prosciutto di Carpegna (2019-) |

## Posiciones en Liga
| - 1998 - (13-A1) - 1999 - (4-A2) - 2000 - (9-A1) - 2001 - (2) - 2002 - (6) - 2003 - (13) - 2004 - (4) - 2005 - (10-A) - 2006 - (2-B1) | - 2007 - (5-2) - 2008 - (9-1) - 2010 - (10) - 2011 - (10) - 2012 - (6) - 2013 - (15) - 2014 - (15) - 2015 - (15) - 2016 - (12) |

## Palmarés

### Títulos internacionales
- Recopa de Europa de Baloncesto: 1983.

Finalista en 1986 y 1987.
- Copa Korać

Finalista en 1990 y 1992.

### Títulos nacionales
- 2 Ligas italianas: 1988, 1990.
- 2 Copas de Italia: 1985, 1992.
- 1 Legadue: 2007.
- 1 Copa de Italia Serie B: 2006.
- 1 B1: 2006.

## Jugadores Históricos
| - Sam Van Rossom - Peter Guarasci - Željko Jerkov - Rok Stipčević - Hanno Möttölä - Teemu Rannikko - Yann Bonato - Robert Archibald - Ashley Hamilton - Peter Lorant - Valerio Amoroso - Franco Bertini - Daniele Cavaliero - Andrea Cinciarini - Ario Costa - Andrea Crosariol - Marco Cusin - Sandro Dell'Agnello - Vincenzo Esposito - Agide Fava - Andrea Gracis - Andrea Ghiacci - Walter Magnifico - Nicolò Melli - Michele Mian - Andrea Pecile - Sandro Riminucci - Antonello Riva - Michael Mike Sylvester - Renzo Vecchiato | - Tautvydas Lydeka - Deividas Pukis - Mindaugas Žukauskas - Marko Milič - Marko Tušek - Nemanja Aleksandrov - Miroslav Berić - Branko Cvetković - Aleksandar Đorđević - Dragan Kićanović - Aleksandar Petrović - Juan Manuel Moltedo - Morris Almond - Greg Ballard - Joseph Blair - Melvin Booker - Myron Brown - Darwin Cook - Ramel Curry - Lloyd Daniels - Tony Dawson - Todd Day - Darren Daye - Larry Drew - Bud Eley - Rodney Elliott - Alphonso Ford - Corey Gaines - Frank Gaines - Dean Garrett | - Chris Gatling - Clarence Gilbert - LeRoy Hurd - DeMarco Johnson - Jumaine Jones - Wally Judge - Tarence Kinsey - Lamont Mack - Paul Marigney - George McCloud - Aaron McGhee - Lance Miller - Anthony Myles - Scoonie Penn - LaQuan Prowell - Juvonte Reddic - Norm Richardson - LaQuinton Ross - Ronald Slay - Charles Cornelius Smith - Torey Thomas - Kevin Thompson - Elston Turner - James White - Rodney White - Kendall Williams - Haywoode Workman - Chris Wright - Alvin Young | - - Silvio Gigena - - Jorge Daniel Oddine Peláez - - Maximiliano Stanic - - Guillermo Díaz (baloncestista) - - Dušan Šakota - - Ryan Hoover - - Keydren Clarkj - - Andre Collins - - Ricky Hickman - - Mike Hall - - Ken Lacey - - Dan_Gay - - Daniel Hackett - - Larry Middleton - - Carlton Myers - - Tomas Ress - - Casey Shaw - - Joe Trapani - - Antwain Barbour - - Marques Green - - O.D. Anosike - - Denis Clemente |